# Delito permanente
Delito permanente o delito continuo, es una categoría de delitos que se caracterizan por una sola acción tipificada que se prolonga sin interrupción en el tiempo, como sucede en el secuestro hasta la liberación de la persona secuestrada, o en la desaparición forzada, hasta la aparición. El delito permanente se distingue del delito instantáneo, en el que la comisión se agota en un solo acto: No debe ser confundido con el delito continuado, que es aquel en el que varias acciones delictivas se suceden en el tiempo. 
Al tratarse de una sola acción delictiva que se ejecuta a lo largo del tiempo, el plazo de la prescripción de la acción penal recién debe computarse cuando cesa la acción. Asimismo, las diferentes leyes penales que puedan haberse sancionado durante el tiempo en que se prolongó el delito, no tiene carácter sucesivo sino coexistente, difiriendo la jurisprudencia sobre si debe aplicarse la ley vigente al comienzo del delito o la que regía al momento de finalizar el mismo, o en dictarse la condena en caso de que aún no hubiera cesado de cometerse.

## Descripción
Según su duración en el tiempo los delitos se clasifican en instantáneos o permanentes (también llamados continuos). Cuando el delito se agota en un solo acto, el delito se clasifica en el grupo de los delitos instantáneos. Es el caso de delitos como el homicidio o el robo. En los delitos instantáneos la acción coincide con la consumación.
Cuando la acción no se agota en el acto con el que se consumó el delito, sino que se extiende sin interrupción en el tiempo por voluntad del autor, se clasifica en el grupo de los delitos permanentes o continuos. Es el caso de delitos como el secuestro, o la desaparición forzada, en donde los delitos no dejan de producirse hasta la liberación de la persona secuestrada en el primer caso, o la aparición de la persona desaparecida en el segundo. Otros ejemplos de delitos permanentes son la supresión o alteración de estado civil, el abandono de familiar, la detención arbitraria, la usurpación de mando, tenencia ilícita de armas, etc.
Para que exista delito permanente deben concurrir las dos circunstancias que lo caracterizan:
1. que la acción tipificada se prolongue en el tiempo sin interrupción;
2. que el autor tenga el poder de hacer cesar la acción y no lo haga voluntariamente.[2]

En los delitos permanentes, la permanencia no está referida al efecto del delito, sino a la acción tipificada. Por ejemplo, en el homicidio el efecto es permanente e incluso irreversible, pero se considera instantáneo porque el acto de matar se agota en el instante mismo que sucede. En cambio en un secuestro, por ejemplo, el delito no se agota en el momento que la víctima es capturada, sino que continúa ejecutándose durante todo el tiempo que permanece en poder de su captor o captores.

## Efectos
La condición de delito instantáneo o permanente, afecta aquellas normas del Derecho penal relacionadas con el tiempo, en especial la prescripción de la acción penal y el problema de la retroactividad de las leyes penales (aplicación de la ley más benigna y prohibición de aplicar la ley más gravosa).

### Prescripción
A diferencia de lo que sucede con los delitos instantáneos en los que la prescripción —plazo durante el cual puede iniciarse la acción penal— comienza a contarse desde el día que se cometió el acto, en los delitos permanentes la prescripción comienza a contarse desde el día que finalizó el acto. 
Así lo establecen varias legislaciones penales: Argentina (art. 63), Colombia (art. 84), Ecuador (art. 417), España (art. 132), Guatemala (art. 108), Honduras (art. 98), México (art. 102), Nicaragua (art. 132), Paraguay (art. 102), Perú (art. 82), Uruguay (art. 119), Venezuela (art. 109).
Las legislaciones penales vigentes en 2017, de los siguientes países de habla hispana, no contienen normas sobre prescripción de la acción de los delitos permanentes: Bolivia, Chile, Paraguay, Panamá, Costa Rica, El Salvador y Cuba.

### Retroactividad de leyes penales
Al tratarse de delitos cuya comisión se extiende en el tiempo, los delitos permanentes modifican el modo de analizar la cuestión de la retroactividad de la ley penal respecto de los mismos. La regla general establece la prohibición de aplicar retroactivamente la ley penal más gravosa. Pero debido al hecho de que los delitos permanentes se extienden en el tiempo, la sanción de una ley penal durante el tiempo en que está siendo cometido, no constituye una ley posterior al mismo y por lo tanto no existe en este caso retroactividad, ni en consecuencia se aplica la regla sobre la misma.
La doctrina y las diferentes legislaciones penales varían sobre la ley que se debe aplicar a los delitos permanentes, en el caso de que durante su curso, se hubieran sancionado dos o más leyes penales. El penalista argentino Eugenio Raúl Zaffaroni cuenta que "los europeos en general se inclinan por la (ley) del final, aunque sea más gravosa, y los autores argentinos por la del comienzo".